# Zapala
Zapala est une ville de la province de Neuquén, en Argentine, et le chef-lieu du département de Zapala. Située à l'ouest de la province, en Patagonie, la ville demeure une destination touristique. Sa population s'élevait à 31 534 habitants en 2001.

## Géographie
Zapala se trouve à 173 km à l'ouest de Neuquén, la capitale de la province. C'est le point terminal de l'ex-chemin de fer General Roca, devenu Ferrosur. Y convergent les routes nationales RN 22 et RN 40, ce qui en fait un nœud de communications et la porte d'entrée de plusieurs destinations touristiques comme Villa Pehuenia, Primeros Pinos, Caviahue-Copahue, San Martín de los Andes et le Parc national Laguna Blanca.

## Histoire
Zapala fut fondée en 1913.

## Population
La ville comptait 31 534 habitants en 2001, ce qui représentait un accroissement de
16,5 % face aux 26 809 recensés en 1991. Cela situe la ville à la troisième place parmi les villes du Neuquén.

## Économie
Les principales activités économiques de Zapala, comportent les mines, l'industrie du ciment, l'élevage et le commerce. Le Museo Olsacher de minéralogie expose des échantillons miniers et des pièces paléontologiques de grand intérêt.

## Transports
Zapala possède un aéroport (en) (code AITA : APZ).